# Boksee
Boksee er en by og kommune i det nordlige Tyskland, beliggende i Amt Preetz-Land i den sydvestlige del af Kreis Plön. Kreis Plön ligger i den østlige/centrale del af delstaten Slesvig-Holsten.

## Geografi
Boksee er beliggende i landskabet Barkauer Land, ved Bundesstraße 404 mellem Kiel og Bad Segeberg cirka på højde med Preetz. Fra 1911 til 1961 havde Boksee jernbanestation på Kleinbahn Kiel–Segeberg.